# Луитолд II фон Кренкинген
Луитолд II фон Кренкинген (на немски: Luitold II/Lütold II von Krenkingen; † 13 април 1360) е майор на Цюрих.
Той е син на Дитхелм фон Кренкинген († 1348) от благородоническата фамилия на фрайхерен фон Кренкинген (днес част от Валдсхут-Тинген) в ландграфството Клетгау, която има собствености в Южен Шварцвалд. Роднина е на Еберхард († 1150), първият господар на Кренкинген, Дитхелм фон Кренкинген († 1206), епископ на Констанц (1189 – 1206), на Еберхард фон Регенсберг († 1246), епископ на Бриксен (1196 – 1200), архиепископ на Залцбург (1200 – 1246), и на Валтер фон Фатц († 1213), епископ на Гурк (1200 – 1213).

## Фамилия
Луитолд II фон Кренкинген има син:
- Хайнрих IV фон Кренкинген († сл. 1328), женен за София фон Цолерн († сл. 1328), незаконна дъщеря на граф Фридрих I фон Цолерн-Шалксбург († 1302/1303)

Луитолд II фон Кренкинген се жени за Аделхайд фон Юзенберг (* в Кенцинген и Курнберг; † пр. 1353), дъщеря на Хуго фон Юзенбург-Кенцинген († 1343) и София фон Хорбург († сл. 20 юни 1316), дъщеря на Буркард фон Хорбург († 1315) и Аделхайд фон Фрайбург († 1300). Те имат две дъщери:
- Аделхайид фон Кренкинген († 15 юли 1359) омъжена пр. 1343 г. за граф Хуго фон Фюрстенберг-Хазлах и Цинделщайн († 24 май 1371), син на граф Готц (Готфрид) фон Фюрстенберг-Вилинген († 1341) и графиня Анна фон Монфор († 1373)
- Верена фон Кренкинген, омъжена за херцог Конрад VII фон Урзлинген († сл. 1372), син на херцог Райнолд VI фон Урзлинген († сл. 1365) и принцеса Беатрикс фон Тек († сл. 1371)